# Phil IJzerdraad (Lucky Luke)
Phil IJzerdraad is het achtste album uit de stripreeks Lucky Luke. Het verhaal werd geschreven en getekend door Morris. Naast het hoofdverhaal bevat het album ook een verhaal van 9 bladzijden, Lucky Luke en Pil. Het album is in 1958 uitgegeven door Dupuis.

## Inhoud
In Bottleneck Gulch zijn twee concurrerende saloons. De eigenaar van de Schoppenaas Saloon is O'Sullivan en de eigenaar van de Hartenaas Saloon is O'Hara. O'Sullivan huurt de beruchte beroepsmoordenaar Phil IJzerdraad. Lucky Luke komt achter dit plan en gaat naar Bottleneck Gulch. Daar denken ze dat hij Phil IJzerdraad is. O'Hara is een oude vriend van Lucky Luke en Luke helpt hem om O'Sullivan weg te jagen. Als de echte Phil IJzerdraad in de stad aankomt beginnen de problemen.

## Achtergronden bij het verhaal
- Phils uiterlijk is gebaseerd op acteur Jack Palance.[1]
- De Belgische bassist Fil van der Auwera, die actief was in de groepen Nacht und Nebel en Kitchen of Insanity, gebruikte "Phil IJzerdraad" als pseudoniem.[2]
- In de eerste uitgave van het verhaal schiet Lucky Luke aan het eind Phil dood in een duel. Later werd dit aangepast en raakt Phil slechts gewond.[bron?]

## Animatieversie
In de animatieserie wordt Phil IJzerdraad niet gedood, maar komt in dienst van O'Hara als piccolo. 